# Ronnie Hillman
Ronnie Keith Ryan Hillman (Long Beach, 14 settembre 1991 – Atlanta, 21 dicembre 2022) è stato un giocatore di football americano statunitense che giocava nel ruolo di running back nella National Football League e dal 2017 è free agent. Fu scelto nel corso del terzo giro (67º assoluto) del Draft NFL 2012 dai Denver Broncos dopo aver giocato a football al college a San Diego State.

## Carriera professionistica

### Denver Broncos

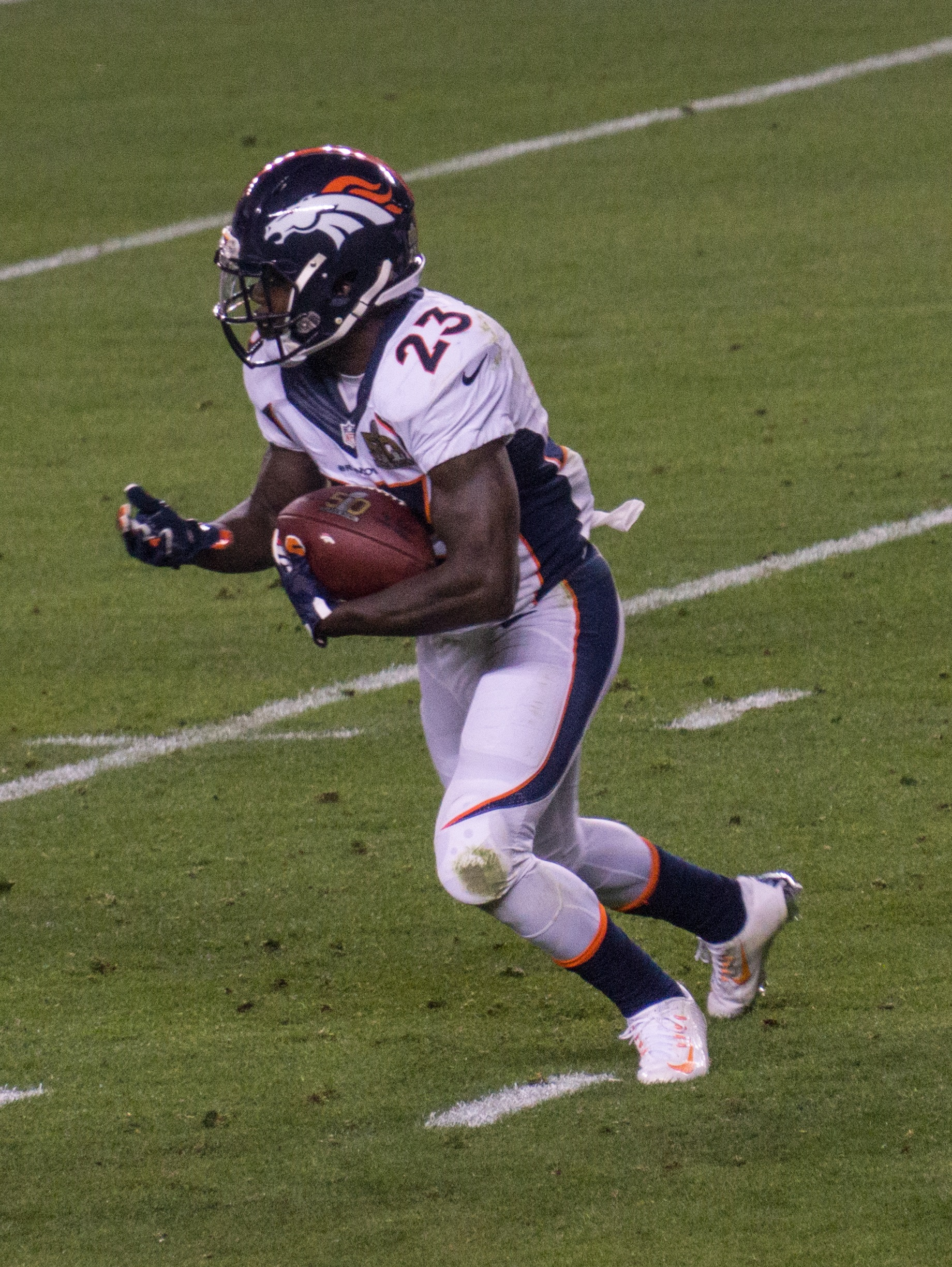
Hillman nel Super Bowl 50

Il 4 gennaio 2012, Hillman annunciò la sua eleggibilità per il Draft 2012. Il 27 aprile, il giocatore fu scelto dai Denver Broncos nel corso del terzo giro. Il 24 luglio 2012, il vicepresidente esecutivo John Elway annunciò tramite il suo profilo su Twitter l'annuncio della firma del contratto di Hillman.
Nella settimana 10 contro i Carolina Panthers, Hillman segnò il suo primo touchdown dopo una corsa di 5 yard. La sua stagione da rookie si concluse con 14 presenze, nessuna come titolare, 330 yard corse e un touchdown.
Il 31 agosto 2013, Hillman fu nominato running back titolare dei Broncos per l'imminente stagione. Il primo touchdown lo segnò nella vittoria della settimana 3 contro gli Oakland Raiders.
Nell'ultima partita della stagione 2015, Hillman fu premiato come miglior giocatore offensivo della AFC della settimana dopo avere corso 117 yard e un touchdown nella vittoria in rimonta sui San Diego Chargers. La sua annata si chiuse guidando i Broncos sia in yard corse (867) che in touchdown su corsa (7). Il 7 febbraio 2016 scese in campo nel Super Bowl 50, dove i Broncos batterono i Carolina Panthers per 24-10, laureandosi campione NFL. Il 3 settembre 2016 fu svincolato.

## Palmarès

### Franchigia
- Super Bowl : 1

Denver Broncos: 50
- American Football Conference Championship: 2

Denver Broncos: 2013, 2015

### Individuale
- Giocatore offensivo dell'AFC della settimana: 1

17ª del 2015